# Молина (Сондрио)
Молина је насеље у Италији у округу Сондрио, региону Ломбардија.
Према процени из 2011. у насељу је живело 290 становника. Насеље се налази на надморској висини од 1312 м.